# Allie
Allie ist unter anderem als Verkleinerungsform von Alison ein überwiegend weiblicher englischer Vorname, der insbesondere in den USA vorkommt.

## Bekannte Namensträger

### Weiblicher Vorname
- Allie Bertram (* 1989), kanadische Schauspielerin und Tänzerin
- Allie Grant (* 1994), US-amerikanische Schauspielerin
- Allie DiMeco (* 1992), US-amerikanische Schauspielerin
- Allie Sherlock (* 2005), irische Musikerin

### Männlicher Vorname
- Allie Morrison (1904–1966), US-amerikanischer Ringer
- Allie Tannenbaum (1906–1976), US-amerikanischer Gangster
- Allie Wrubel (1905–1973), US-amerikanischer Saxophonist, Songwriter und Komponist

### Künstlername
- Miss Allie (* 1990), deutsche Singer-Songwriterin